# Moulin à vent Voyer de Neuville

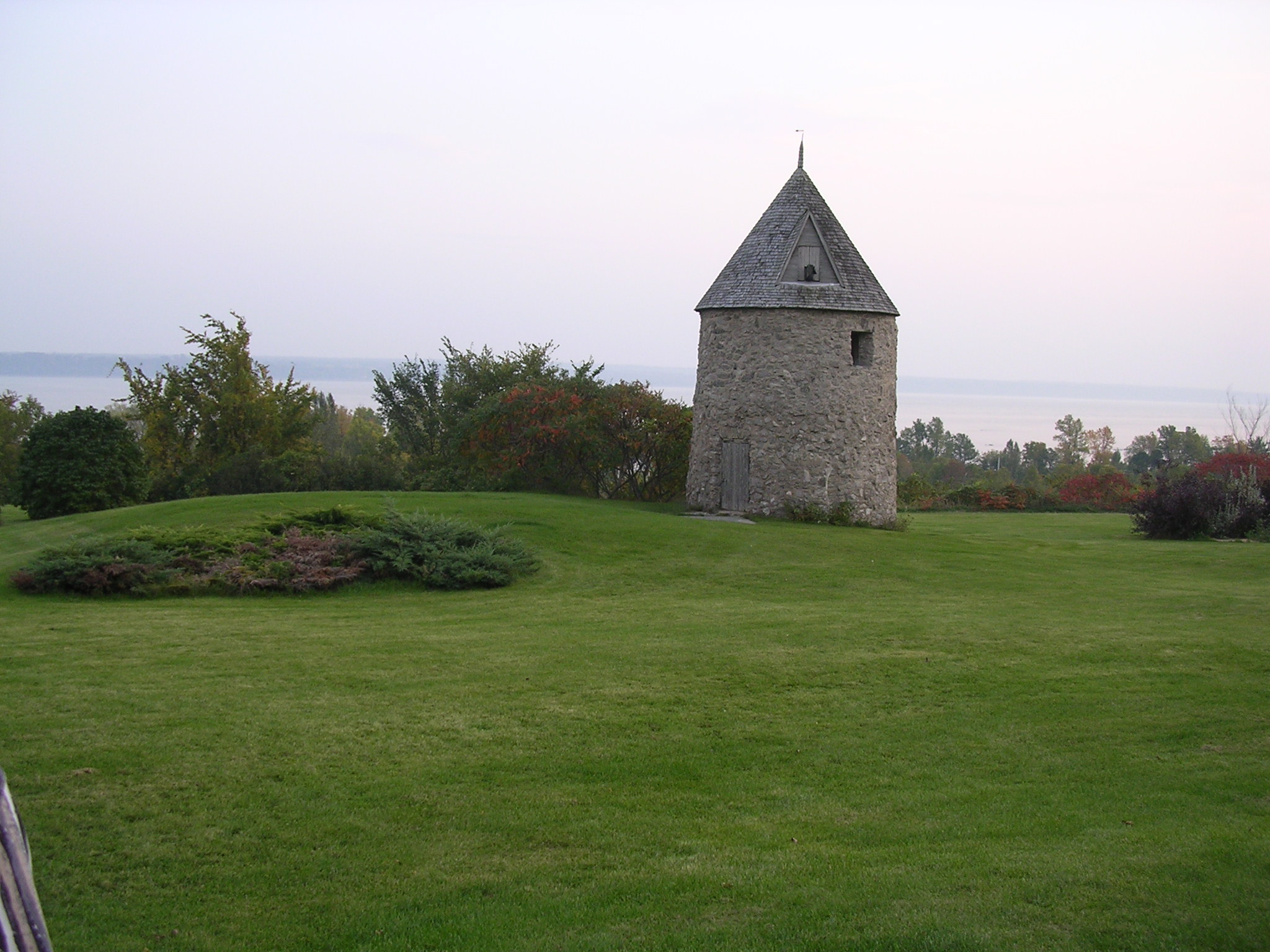
Moulin Voyer à Neuville

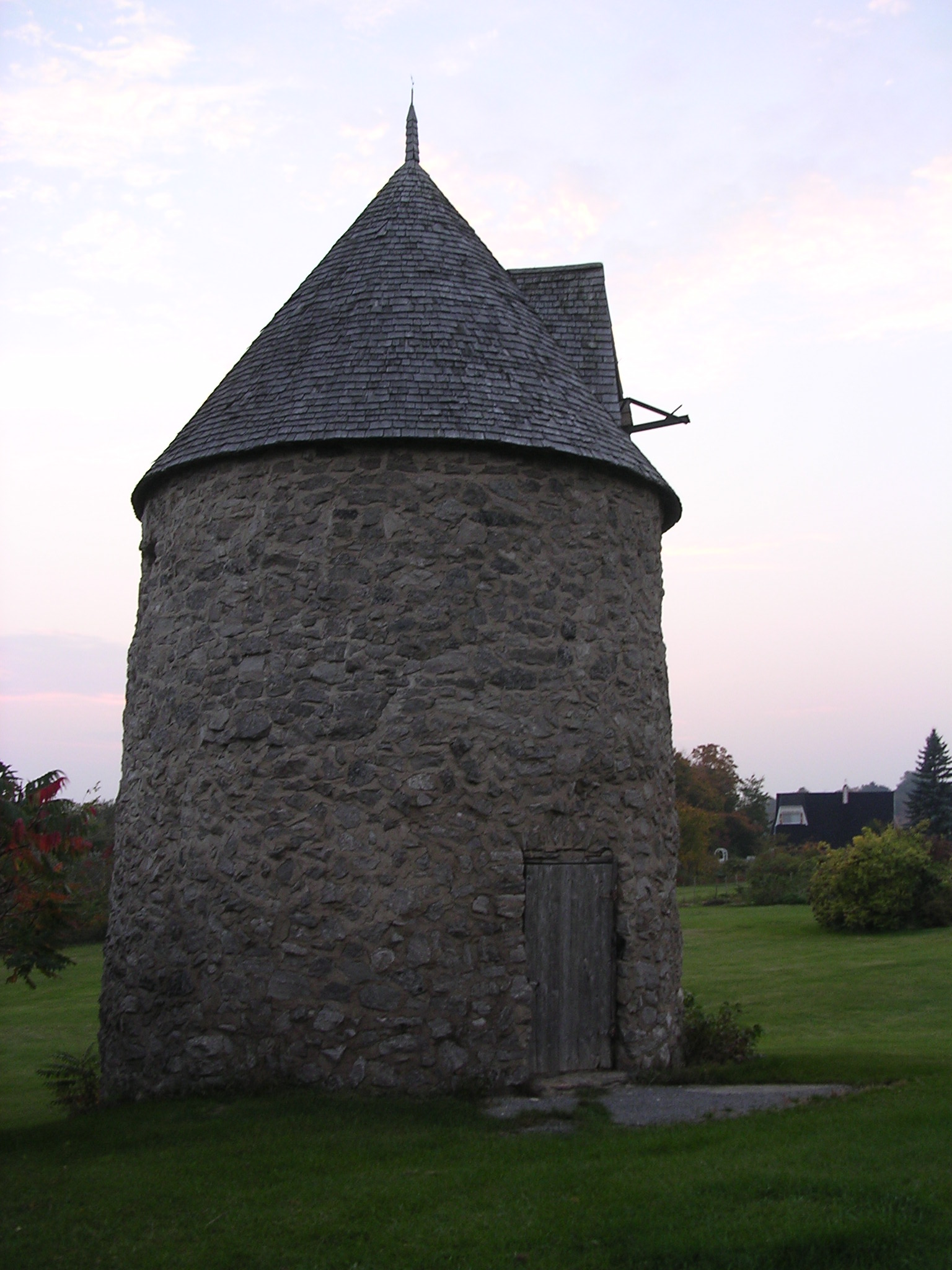
Moulin Voyer à Neuville

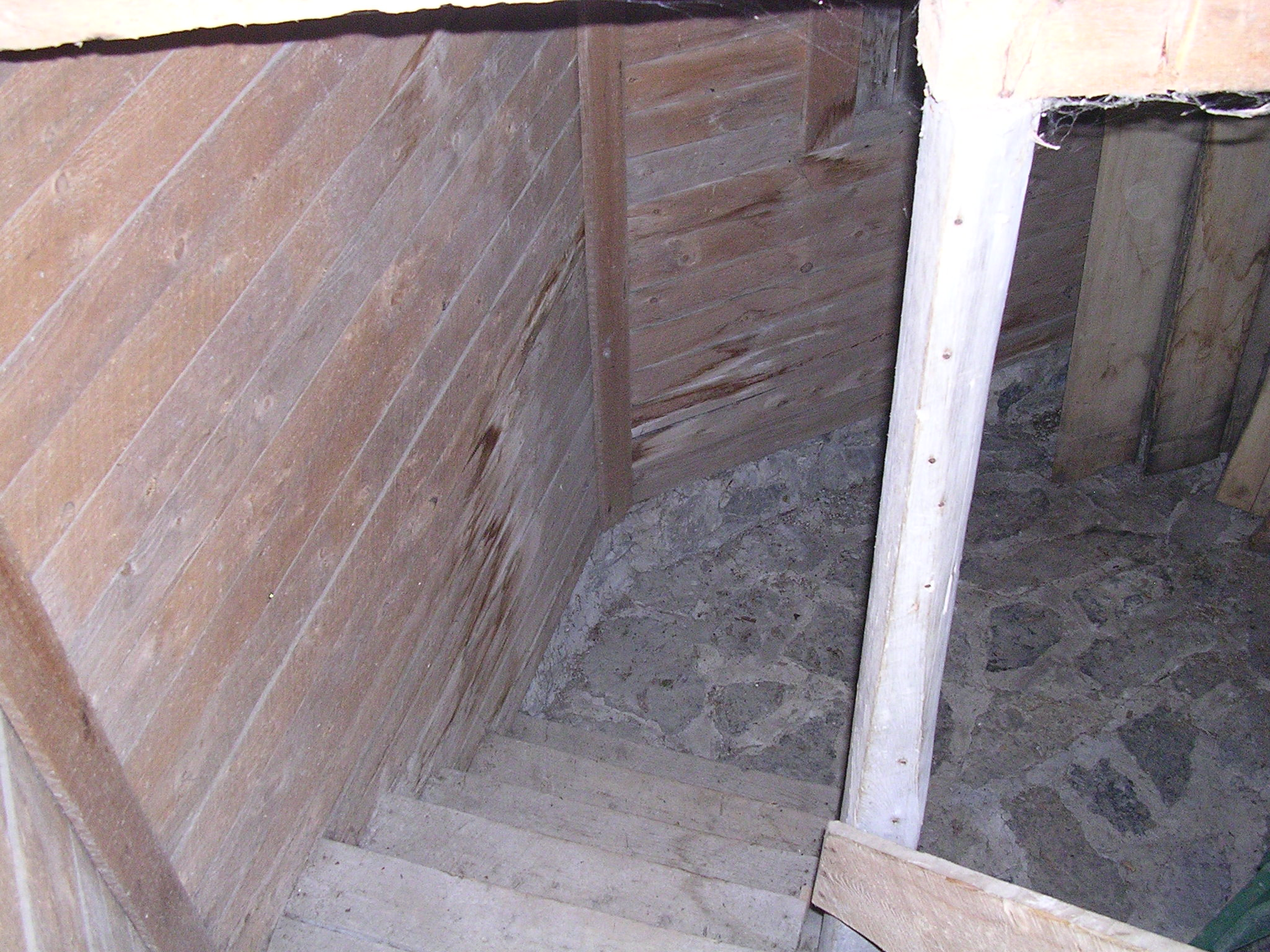
Intérieur du Moulin Voyer à Neuville

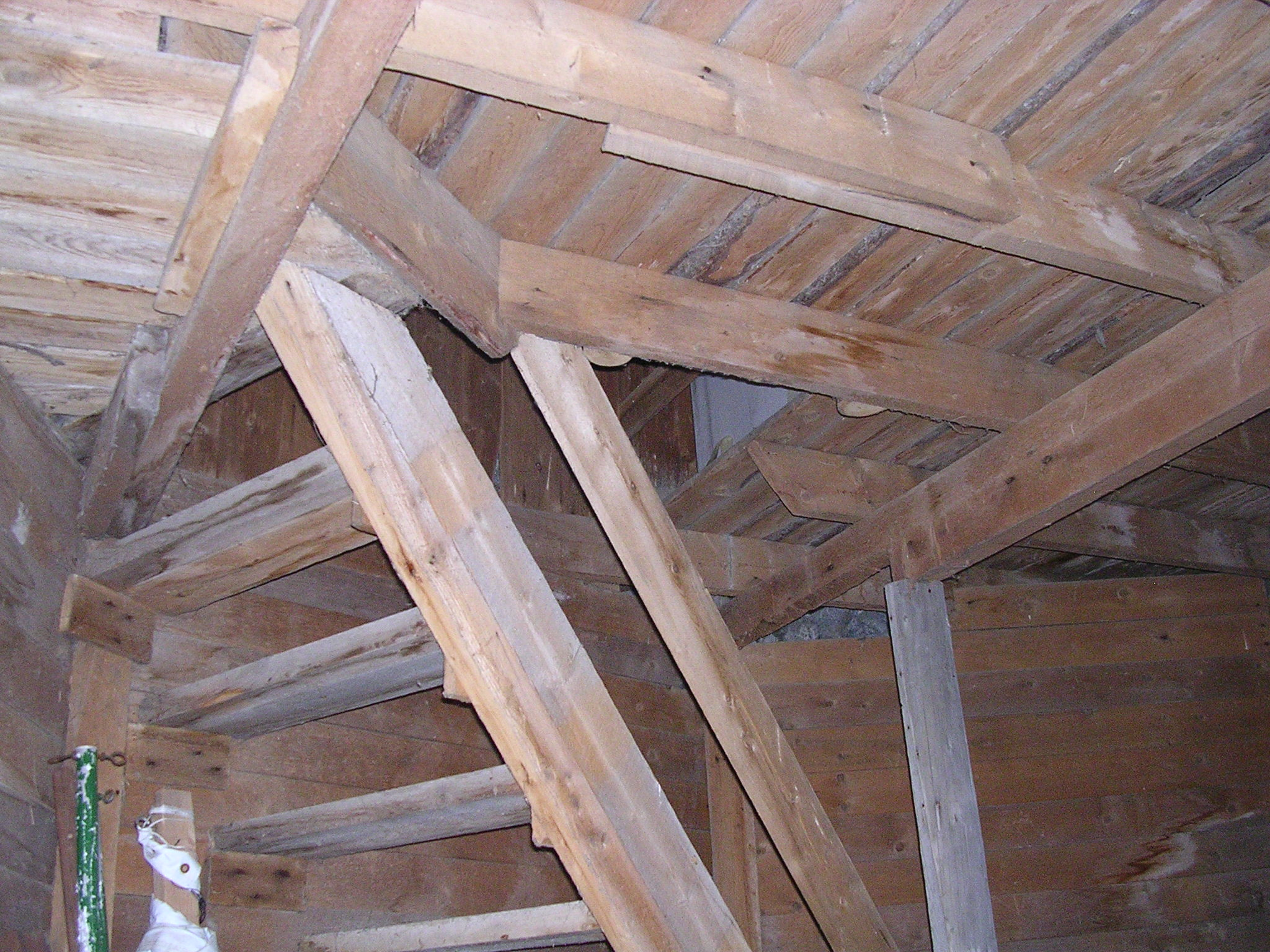
Intérieur du Moulin Voyer à Neuville

Le Moulin Voyer est un moulin à vent construit à Neuville, dans la région de la Capitale-Nationale, au Québec, Canada.

## Identification
- Nom du bâtiment : Moulin à vent Voyer
- Adresse civique : 975, route 138
- Municipalité : Neuville
- Propriété : Privée

## Construction
- Date de construction : 1980
- Nom du constructeur : Gilles Voyer
- Nom du propriétaire initial :

## Chronologie
- Évolution du bâtiment :
- Autres occupants ou propriétaires marquants :
- Transformations majeures :

## Mise en valeur
- Constat de mise en valeur :
- Site d'origine : Oui
- Constat sommaire d'intégrité :
- Responsable :

## Note
Le plan de cet article a été tiré du Grand répertoire du patrimoine bâti de Montréal et de l'Inventaire des lieux de mémoire de la Nouvelle-France.